# Maserati GranTurismo
Maserati GranTurismo je GT automobil talijanskog proizvođača automobila Maserati. Predstavljen je na ženevskom salonu automobila 2007. godine. U mnogim detaljima je povezan s Ferrarijem 599 GTB Fiorano koji je također GT automobil. Za 2009. godinu je planirana i cabrio izvedba.

## Motor
GranTurismo koristi 4.2 litreni V8 motor koji se koristio ili koristi u Maseratijevim modelima Coupé, Spyder i Quattroporte. 

## GranTurismo S
Jača S verzija GranTurisma je predstavljena na ženevskom salonu automobila 2008. godine i ubrzo krenuo u prodaju. Koristi 4.7 litreni V8 motor i novi, još brži mjenjač. Kao opcija dolazi ovjes kojem je moguće prilagođavati čvrstoću.

## Performanse
| Model         | Vrsta motora | Obujam   | Snaga  | Okretni moment | 0-100 km/h | Maksimalna brzina | U proizvodnji |
| ------------- | ------------ | -------- | ------ | -------------- | ---------- | ----------------- | ------------- |
| GranTurismo   | V8           | 4244 ccm | 402 KS | 460 Nm         | 5.2        | 280 km/h          | 2007-         |
| GranTurismo S | V8           | 4691 ccm | 440 KS | 490 Nm         | 4.9        | 295 km/h          | 2008-         |

## Vanjska poveznica
- Službena stranica  Arhivirana inačica izvorne stranice od 5. siječnja 2008. (Wayback Machine)